# Graciela Punte
Graciela Punte (Buenos Aires, 2 de julio de 1944 - La Plata, 4 de noviembre de 2020)  fue una física y científica argentina, experta en física de la materia condensada.

## Reseña biográfica
Graciela Punte en 2010
Graciela Punte se graduó de Licenciada en Física (1967) y de doctora en Física (1972) en el Departamento de Física de la Facultad de Ciencias Exactas de la Universidad Nacional de La Plata. Al regreso de su estadía postdoctoral en el Clarendon Laboratory de la Universidad de Oxford, Reino Unido, se  especializó en Cristalografía estructural para estudiar ordenamientos supramoleculares en cristales y, en forma paralela, en métodos innovadores para la enseñanza de las ciencias. En particular, estudió materiales tales como biocerámicas, plásticos degradables con interés tecnológico, así como propiedades electrónicas, magnéticas, vibracionales, ópticas, catalíticas y biológicas de ordenamientos supramoleculares en cristales. En el campo de la enseñanza de las Ciencias fue pionera en la introducción en carreras de ingeniería de métodos de enseñanza de la física alternativos, aportes que tuvieron alcance nacional y latinoamericano.

## Formación y actividad profesional
En 1972 Graciela Punte obtuvo su doctorado en física en la UNLP, siendo su tema de tesis la "Estructura electrónica y las propiedades magnéticas de complejos ortorrómbicos de Cu(II)." 
Posteriormente ejerció una posición posdoctoral en el Clarendon Laboratory de la Universidad de Oxford. Allí trabajó entre 1974 y 1975 en complejos de metales de transición. Realizó luego una corta estadía en el Atomic Energy Research Establishment, Harwell, UK.
Continuó su carrera científica en la Argentina, llegando a ser Investigadora Principal del CONICET. Graciela Punte, junto a Blas Eduardo Rivero, fue cofundadora del Laboratorio Nacional de Investigación y Servicios de Difracción (LANADI). Este proyecto, en el que Punte fue responsable de la ejecución y funcionamiento y que coordinó desde 1992, aparte de sus investigaciones específicas, tuvo como una de sus finalidades principales la formación de recursos humanos en el área de la Cristalografía y su aplicación a la ciencia de materiales. Su inquietud se reveló en la gran cantidad de cursos y seminarios que organizó invitando a los mejores expertos en los nuevos métodos que en esa época se desarrollaban a escala mundial.
De esos años se pueden destacar la escuela Latinoamericana de resolución de estructuras cristalinas por el método de Rietveld en diciembre de 1992 a cargo de los profesores R. Young, Anthony K. Cheetham  y R. von Dreele y en el mismo año, el primer curso intensivo y taller de trabajo latinoamericano sobre resolución de estructuras cristalinas por el método de Rietveld (realizado en La Plata en diciembre de 1992). También se puede mencionar la III Escuela Iberoamericana de Cristalografía realizada en Montevideo, Uruguay, entre el 11 y 16 de diciembre de 1994 que contó con la presencia de los premios Nobel Herbert A. Hauptman y Jerome Karle. Estos y otros talleres y seminarios contribuyeron a la difusión en la Argentina y en Latinoamérica de los métodos más modernos para la resolución de estructuras cristalinas y de propiedades estructurales utilizando rayos X. El número de investigadores que se volcaron al uso de rayos X se incrementó grandemente por estos encuentros en los que Punte participó activamente como promotora y organizadora.
Fue refundadora de la Asociación Argentina de Cristalografía (AACr) y se desempeñó como su Vicepresidenta entre 2004 y 2008. Asimismo, actuó entre 1996 y 2011 en varios comités de la Internacional Union of Crystallography (IUCr) y como representante de la Argentina a la General Assembly en Seattle (1996), Glasgow (1999) y Ginebra (2002). En su labor como investigadora publicó más de un centenar de trabajos en revistas nacionales e internacionales de su área.
Graciela Punte también participó entre 2004 y 2005 en la realización de actividades de divulgación de su disciplina, como visitas a laboratorios, charlas y elaboración de material escrito. Participó en 2014 del Ciclo de divulgación "La Física que nos cambia la vida" llevado adelante por la Filial La Plata de la Asociación de Física de Argentina dictando una conferencia abierta sobre su tema de investigación, titulada "La cristalografía, sustento de la tecnología y la salud"
También tuvo un importante rol en la formación de recursos humanos en física, dirigiendo varias tesis de doctorado y maestría.

## Vida personal
Graciela Punte tuvo tres hijos con su esposo, el físico argentino Roberto C. Mercader.

## Carrera docente e investigaciones en enseñanza de ciencias
Además de la investigación disciplinaria en el campo de la Cristalografía, Graciela Punte desarrolló investigaciones de vanguardia sobre la enseñanza de ciencias en la Universidad Nacional de La Plata. En 1996 creó en la Facultad de Ingeniería la Unidad de Investigación IMApEC (Investigación en Metodologías Alternativas para la Enseñanza de las Ciencias), la cual dirigió desde su fundación hasta su jubilación. 
Desde 1994 se desempeñó como Profesora Titular hasta su jubilación en 2014 año en la que fue nombrada Profesora Consulta.
Realizó también investigaciones sobre didáctica de física y nuevas tecnologías, convirtiéndose en una referente del área. Por ejemplo, en 1998 compartió una mesa redonda junto a los reconocidos investigadores Marco Antonio Moreira y Leonor Colombo en el IV Simposio de Investigadores en Física (SIEF) titulada "Investigación Educativa en Ciencias: estado actual y perspectiva" .
Gracias a su gestión, la Facultad de Ciencias Exactas adquirió equipamiento de demostraciones para la enseñanza de grado en Física que sigue en funcionamiento en el Laboratorio Experimental de Física (LEF) del Departamento de Física. La Dra. Punte fue impulsora y miembro fundamental del LEF desde sus inicios y trabajó denodadamente para dotar al LEF de la estructura adecuada y de material didáctico de avanzada, así como para la capacitación de docentes. Brindó un apoyo importantísimo tanto a las materias teóricas como a las experimentales. 
La Dra. Punte tuvo también un  importante rol en  la incorporación de personal no docente dedicado a mantener, mejorar y poner a disposición de los docentes el equipamiento adquirido. Fue una gran maestra, formadora de docentes, a quienes transmitió e inculcó su misma pasión y compromiso por enseñar. Puso su impronta en todas las materias experimentales de los primeros años. Sus apuntes siguen siendo material de lectura para quienes se inician en la Física Experimental.
Sus investigaciones en enseñanza de las ciencias tuvieron trascendencia no solamente a escala local sino también Latinoamericana a través de los talleres y cursos en los que participó desde principios de este siglo en conjunto con colegas argentinos y extranjeros. 
Fue una notable organizadora de talleres de aprendizaje activo de la física, método que está revolucionando la enseñanza de la física. La Dra. Punte logró invitar a La Plata a los más prestigiosos científicos de la investigación educativa en física y tuvo un rol central en la traducción al español de los Tutorials In Introductory Physics and Homework Package ["Tutoriales para Física introductoria", por L. C. McDermott, P. S. Schaffer & Physics Education Group, Pearson, Buenos Aires, 2001, ISBN: 987-9460-58-8], únicos libros disponibles en español sobre estrategias de aprendizaje activo de la física.
Punte participó también en la organización y dictado (junto con destacados investigadores extranjeros) del ciclo de Talleres Regionales del Cono Sur sobre Aprendizaje Activo de la Física realizados en La Falda, Córdoba. Esta fue la primera implementación en español y en América Latina del Taller ALOP (Active Learning of Optics and Photonics) desarrollado por la UNESCO con un equipo internacional de expertos en la enseñanza de la óptica para lo que fue necesario traducir “Active Learning of Optics and Photonics: Training Manual” que fue impreso y editado por la Universidad Nacional de San Luis como “Aprendizaje Activo de Óptica y Fotónica: Manual de Entrenamiento”.
La Dra. Punte fue responsable de la parte de Fotónica para lo que dirigió y gestionó la construcción en la Argentina de diez kits electrónicos para la transmisión y recepción de señales ópticas. De todos los ALOP en diversos países de Asia, África y América, hasta la fecha es la única vez que el material ha sido construido localmente. En años posteriores Punte continuó participando en la organización y dictado de talleres sobre aprendizaje activo para la enseñanza de la Mecánica, de la Electricidad y el Magnetismo y de Termodinámica y Fluidos.

## Distinciones
En 2017 la Facultad de Ingeniería realizó un homenaje a la Dra. Graciela Punte, durante el 3.º Acto Académico de la Facultad de Ingeniería por miembros de la unidad de investigación IMApEC y sus colegas de la cátedra de Física I, en reconocimiento 
```
   “por su trayectoria docente y científica en Ingeniería”. En dicho acto manifestaron que "Los docentes de esta cátedra reconocen su influencia en la organización e innovaciones metodológicas introducidas para mejorar la enseñanza de esta disciplina. Son incontables las veces en que pacientemente inculcó su pensamiento resultando en una impronta imborrable".
[
16
]
```

En el acto por el Centenario de la fundación de la Facultad de Ciencias Químicas de la UNLP realizado en noviembre de 2019, la Dra. Laura Damonte, jefa del Departamento de Física de la Facultad de Ciencias Exactas,  reivindicó a su colega Graciela Punte: 
```
   “El trabajo de las mujeres en ciencia ha sido bastante difícil, porque nos ha costado llevar a cabo nuestros ideales y poder trabajar. En ese sentido quiero reivindicar a cuatro mujeres fundamentales que han pasado buena parte de su tiempo en la facultad y hemos compartido juntas como lo son la Dra 
Patricia Massolo
, la Dra. Graciela Punte, la Dra María Cristina Caracoche y la Dra. 
Judith Desimoni
. Y mi mensaje para las nuevas generaciones es decirles que el camino es muy gratificante pero es muy arduo. y en honor a las compañeras que mencioné, estamos en vías de lograrlo”.
[
17
]
```

Su fallecimiento fue lamentado por la comunidad científica y educativa local, recogiéndose numerosas menciones en diferentes medios.
Sus colegas publicaron en 2021 un obituario en la Revista IUCr Newsletter donde repasan su trayectoria.
El equipo del Museo de Física de la Facultad de Ciencias Exactas de la Universidad Nacional de La Plata en colaboración con la física Claudia Rodríguez Torres publicaron en 2022 una semblanza de Graciela Punte con motivo del Día Internacional de la Mujer, en el que resaltan su pasión y compromiso y se refieren a ella como 
```
  una mujer que dejó una huella profunda en la comunidad científica, docentes, no docentes y alumnos de la Facultad de Ciencias Exactas y de la facultad de Ingeniería de UNLP.
[
10
]
```

En el año 2022 el Higher Education Group del Institute of Physics del Reino Unido han instituido el premio IOP Graciela Punte Award en honor a quien fuera su colega,  para distinguir contribuciones académicas que promuevan, implementen y desarrollen innovaciones educativas basadas en evidencia, y fomentan la inclusión de minorías subrepresentadas en física.
También en 2022, los colegas y trabajadores del Laboratorio Experimental de Física (LEF) del Departamento de Física de la Facultad de Ciencias Exactas de la Universidad Nacional de La Plata solicitaron al Consejo Directivo de la institución la designación de dicho espacio como Laboratorio Experimental de Física "Dra. Graciela María del Carmen Punte". El 22 de diciembre de 2022 fue colocada una placa alusiva.
La Asociación Argentina de Cristalografía creó en 2023 el "Premio Dra. Graciela Punte" a la mejor Tesis Doctoral en el campo de la Cristalografía y afines realizada en el país como vía de estímulo a jóvenes investigadores/as en esta disciplina, con doctorados en Física, Química, Bioquímica, Biología, Ciencias de Materiales y de la Tierra o disciplinas afines, realizados en la República Argentina y aprobados en universidades argentinas.